# Forcipomyia davidi
Forcipomyia davidi är en tvåvingeart som beskrevs av Debenham 1987. Forcipomyia davidi ingår i släktet Forcipomyia och familjen svidknott. Inga underarter finns listade i Catalogue of Life.